# Буркгард Тесдорпф
Буркгард Тесдорпф (нім. Burkhard Tesdorpf, 6 жовтня 1962) — західнонімецький вершник.
Бронзовий призер Олімпійських Ігор 1984 року в командному триборстві.